# 鈴鹿市消防本部

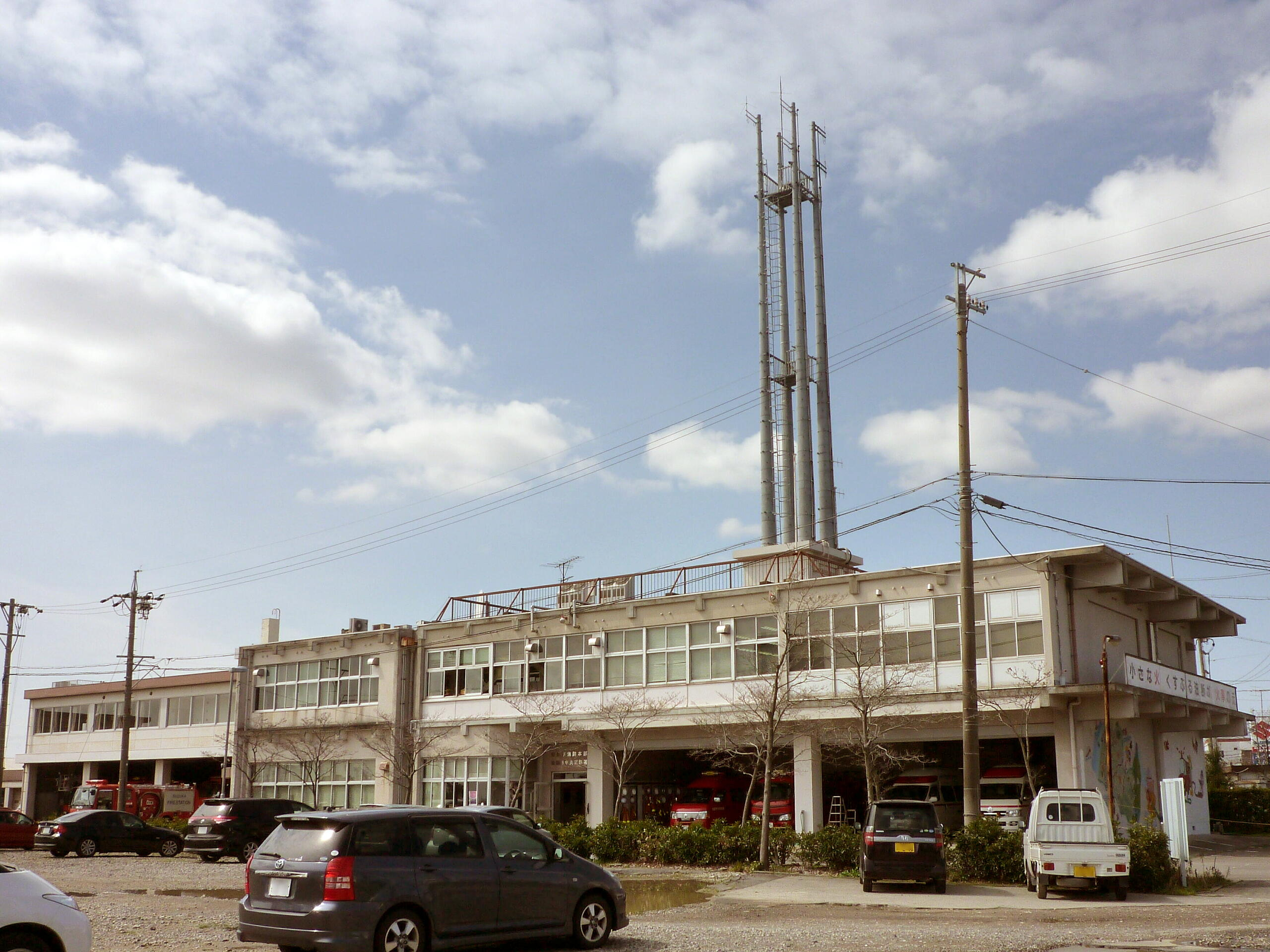
消防本部旧庁舎

鈴鹿市消防本部（すずかししょうぼうほんぶ）は、三重県鈴鹿市の消防部局（消防本部）。管轄区域は鈴鹿市全域（東名阪自動車道・新名神自動車道の四日市市・亀山市域一部を含む）。

## 概要
- 消防本部：鈴鹿市飯野寺家町217-1
- 管内面積：194.67km2
- 消防職員数：215人（2023年4月1日現在）
- 消防署2ヶ所、分署5ヶ所
- 主力機械（2023年4月1日現在）
  - 消防ポンプ自動車CD-1型：7
  - 水槽付消防ポンプ自動車
    - 1-A型：3
    - 1-B型：2
    - 2-A型：1

  - はしご付消防自動車
    - 35m級：1
    - 15m級：1

  - 化学消防自動車II型：1
  - 高規格救急自動車：10
  - 救助工作車II型：1
  - 小型動力ポンプ付水槽車
    - 水10,000L：1
    - 水5,000L：1

  - 指揮車：1
  - 広報車：3
  - 連絡車：8
  - 消防活動用自動二輪車：2
  - 消防団多機能車：3

## 沿革
- 1949年10月 - 鈴鹿市消防本部を開設する。
- 1953年09月 - 消防庁舎を新設する。
- 1955年04月 - 白子屯所を開設する。
- 1956年07月 - 加佐登西部仮屯所を開設する。
- 1959年09月 - 鈴鹿市消防署を開設する。白子屯所を白子分所に、加佐登屯所を加佐登仮分所に改称する。
- 1964年05月 - 救急車を消防署に配備する。
- 1967年03月 - 消防庁舎が現在地に竣工する。
- 1968年03月 - 化学消防車を消防署に配備する。
- 1973年04月 - 白子分所を白子分署に、加佐登分所を加佐登分署に改称する。
- 1977年03月 - 加佐登分署を西分署に改称する。
- 1981年04月 - 白子分署を南分署に改称する。
- 1984年12月 - 救助工作車を消防署に配備する。
- 1990年04月 - 西分署を開設する。従来の西分署を北分署に改称する。
- 1993年04月 - 東分署を開設する。
- 1994年03月 - 高規格救急車（日産アトラス）を消防署に配備する。
- 1997年08月01日 - 赤バイ隊が発足する[1]。
- 2002年04月01日 - 鈴峰分署を開設する[2]。
- 2005年03月18日 - 消防指令センターの運用を開始する[3]。
- 2008年04月01日 - 鈴鹿市消防署を鈴鹿市中央消防署に改称、南分署を鈴鹿市南消防署に昇格する[4]。
- 2009年04月01日 - 女性職員初採用
- 2010年07月 - 鈴鹿市中央消防署・消防本部庁舎の老朽化・耐震化のため隣接地に新消防庁舎を起工。
- 2011年05月25日 - 高度救急救助隊（Hyper Ambulance Rescue Team＝通称HART）が発足。
- 2011年11月19日 - 新庁舎が完成し業務開始[5]。
- 2012年06月03日 - 新消防庁舎の竣工式を「鈴鹿市制施行70周年記念」事業として見学会などのイベントと併せて開催[6]。
- 2021年02月03日 - 35メートル級はしご付き消防自動車を更新。出動頻度が少なく整備費用が高額な為、隣接する亀山市消防本部と共同運用・整備を開始[7]。
- 2023年05月01日 - 南消防署天名分署を開設予定[8]

## 組織
- 本部 - 消防総務課、消防課、予防課、情報指令課
- 消防署

## 消防署
| 消防署           | 住所            | 分署                                                                  |
| ---------------- | --------------- | --------------------------------------------------------------------- |
| 鈴鹿市中央消防署 | 飯野寺家町217-1 | 北：高塚町1451-65 西：国府町3278-2 東：中箕田町1139-1 鈴峰：長澤町381 |
| 鈴鹿市南消防署   | 白子4-16-5      | 天名：御薗町5309 ※2023年5月1日供用開始                                |

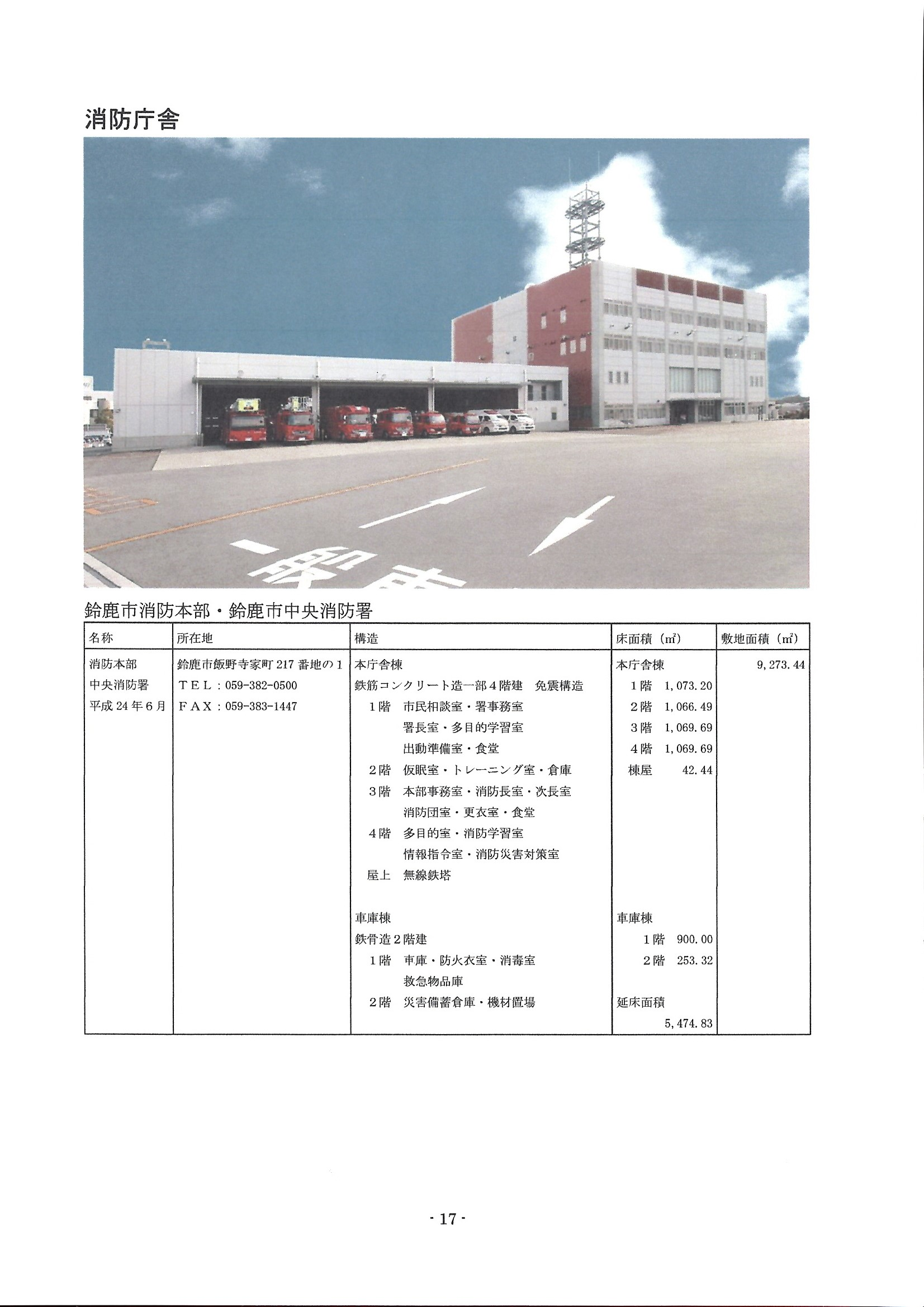
鈴鹿市消防本部および鈴鹿市中央消防署（新庁舎）
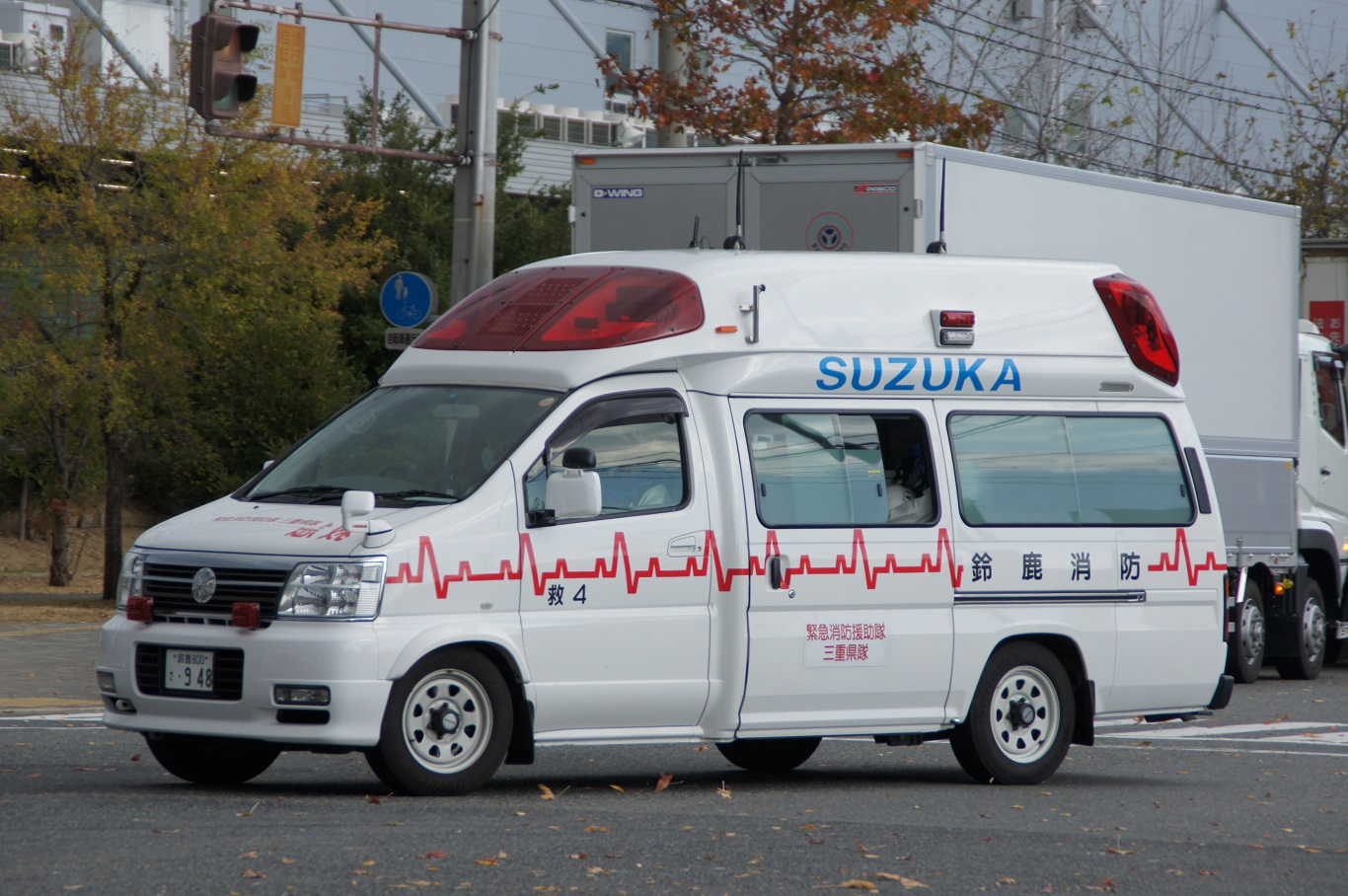
鈴鹿市中央消防署　救急4号車
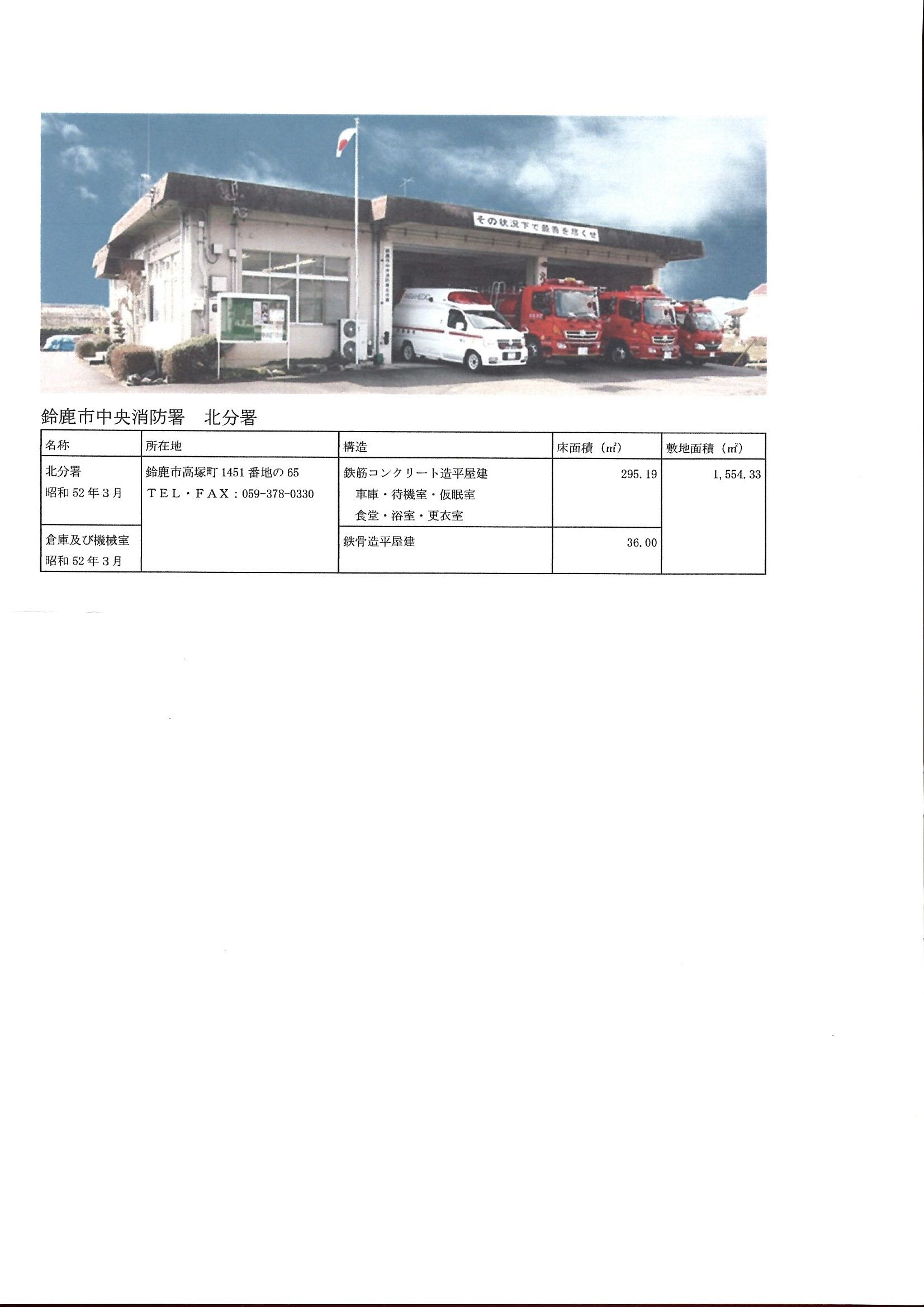
鈴鹿市中央消防署　北分署
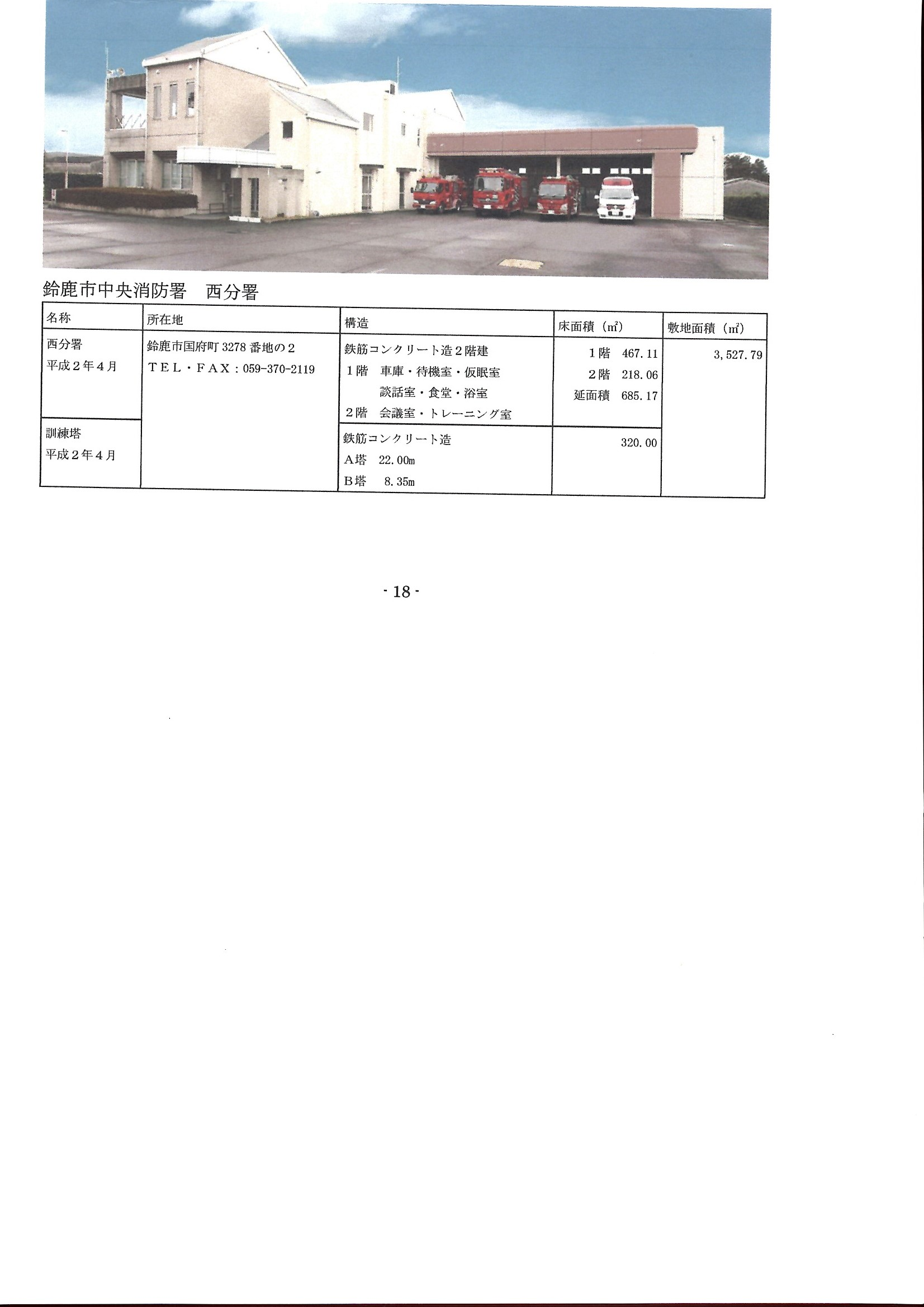
鈴鹿市中央消防署　西分署
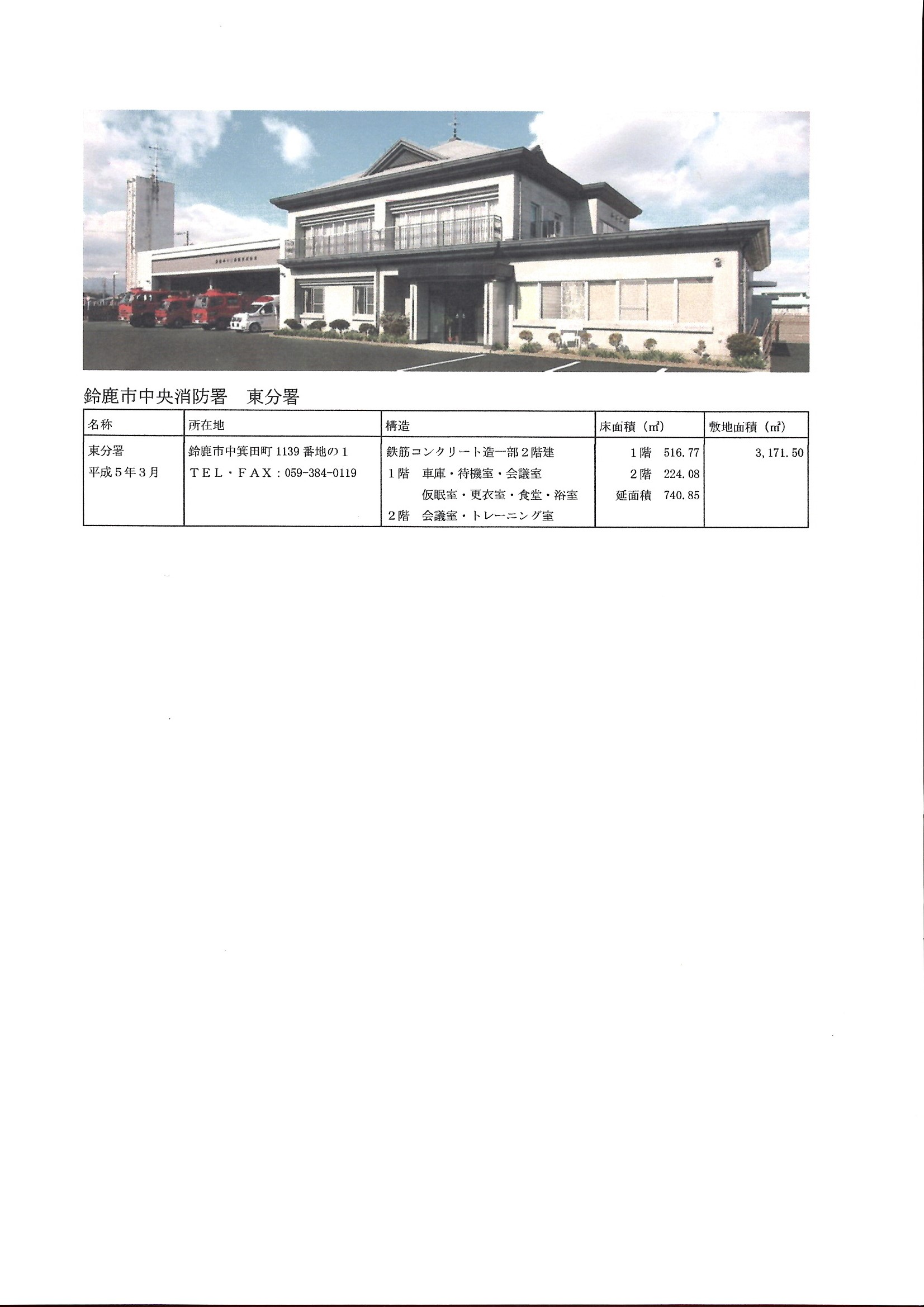
鈴鹿市中央消防署　東分署
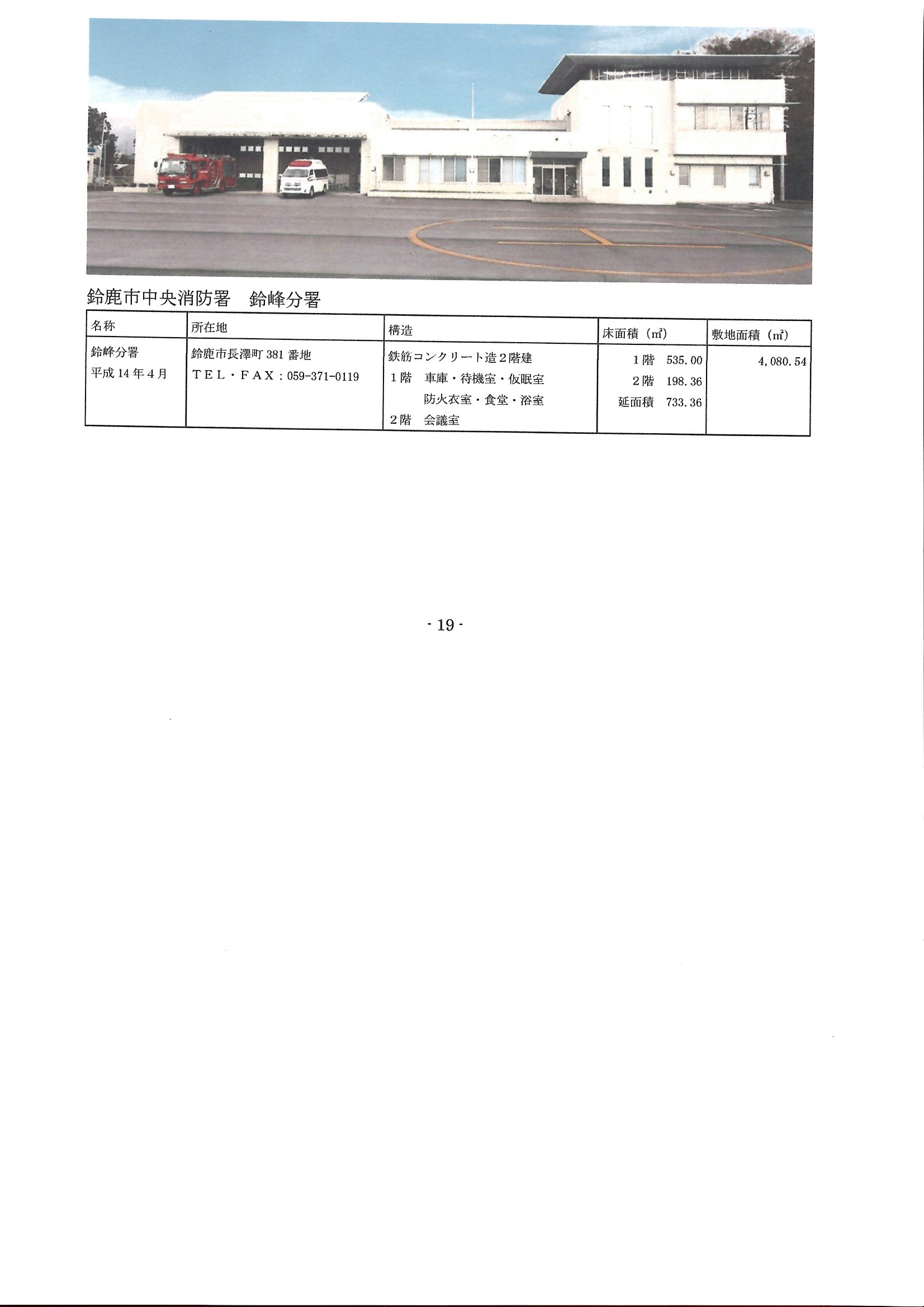
鈴鹿市中央消防署　鈴峰分署
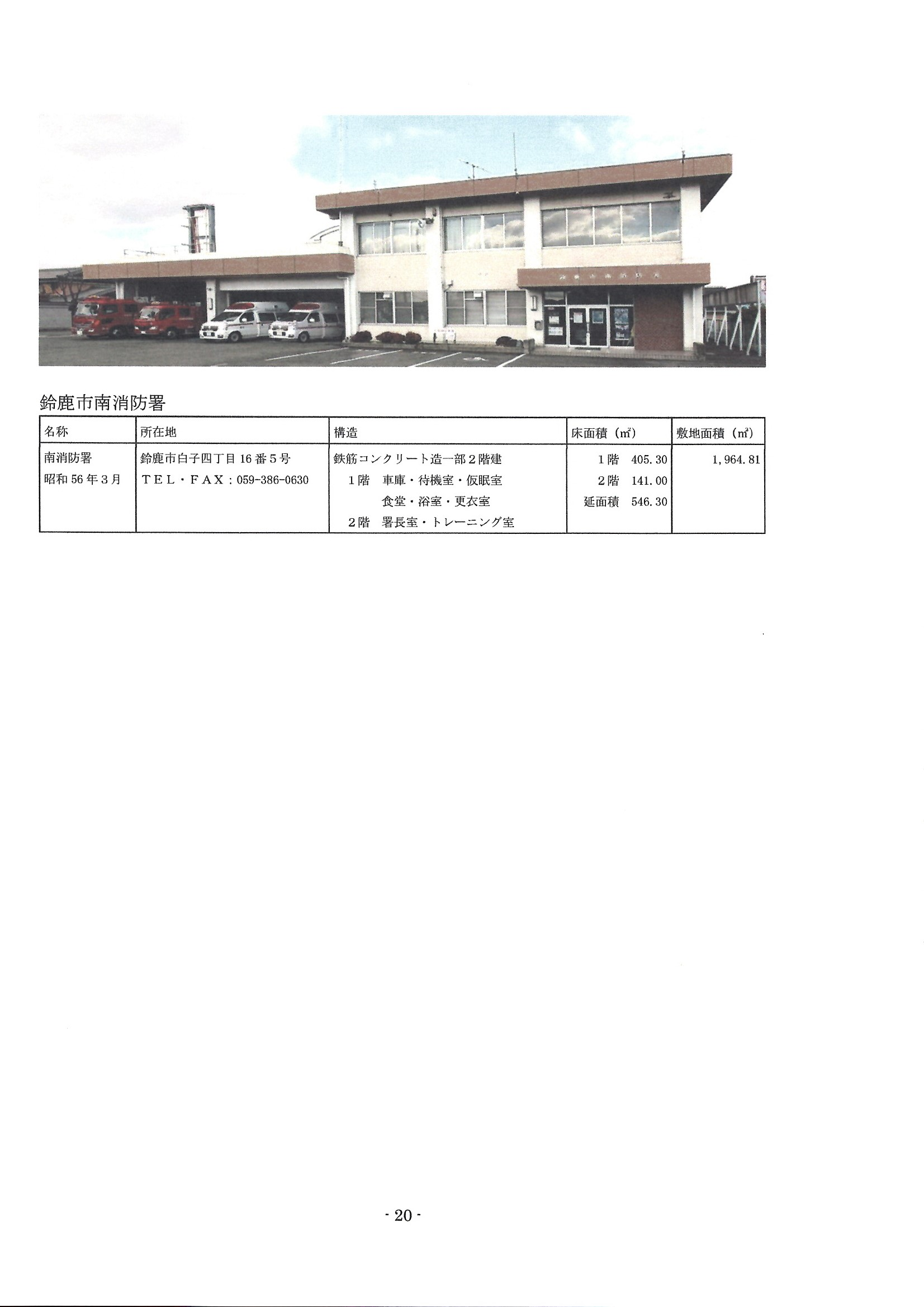
鈴鹿市南消防署
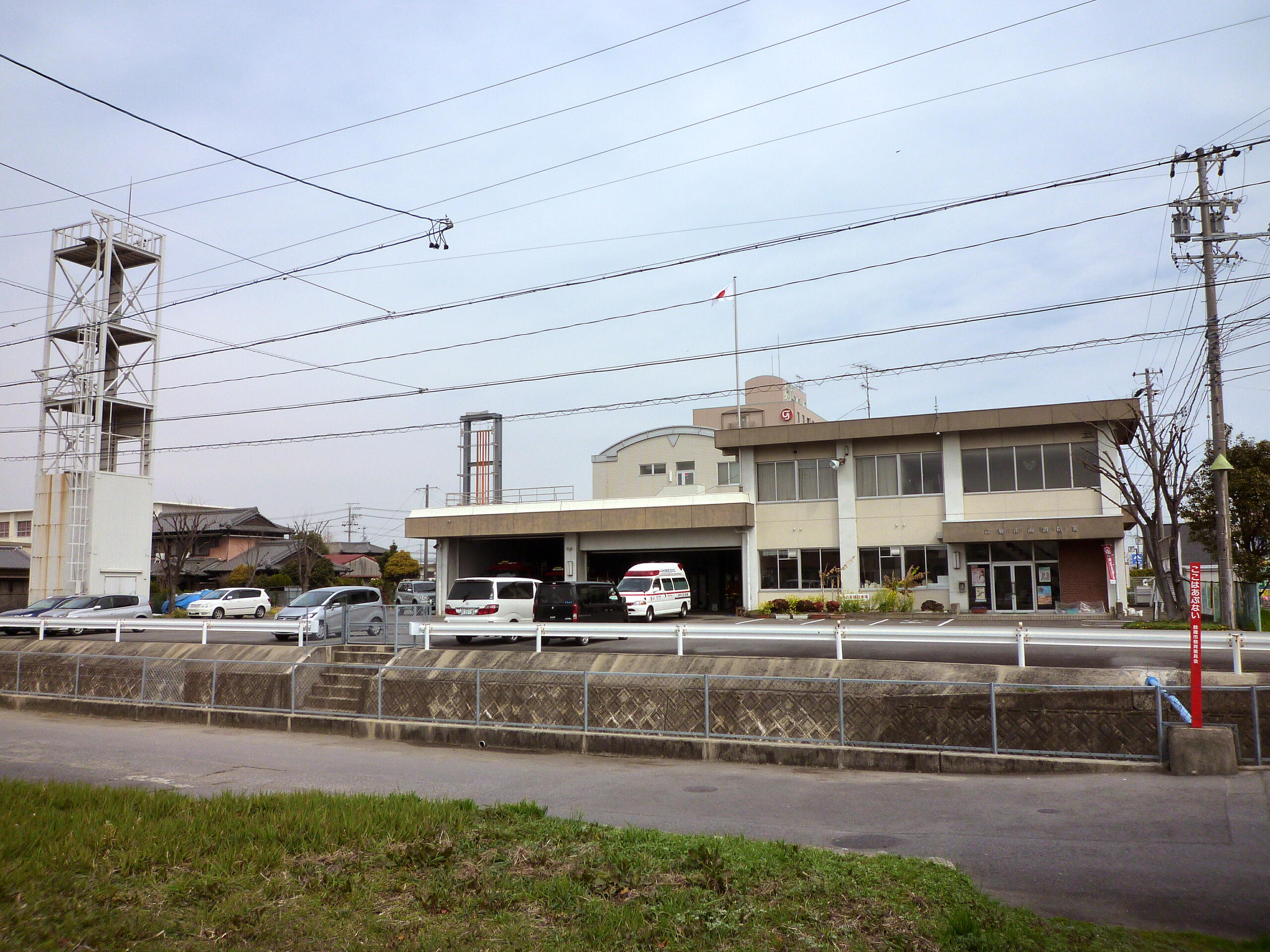
鈴鹿市南消防署

## 高度救急救助隊
鈴鹿市消防本部では常時体制ではないが高度救助隊と同等の救助技術を有する高度救急救助隊（Hyper Ambulance Rescue Team＝通称HART）を設置している。この部隊の特徴としては大規模災害等発生時等に指定された隊員で編成される部隊であり、隊員は救急救命士や救急隊員の有資格者の中から、救助隊の研修や養成課程の修了者で救助技術を有する者を選抜している。隊員の持つ資格は特殊無線技士や危険物取扱者、潜水士、小型船舶操縦士である。大規模災害時は原則として命令後一時間以内に緊急消防援助隊として出動する。
鈴鹿市消防本部では高度救急救助隊の制度に伴い、活動服を一新した。一般的には日本の消防では消防隊が紺色、救助隊がオレンジ、救急隊が灰色なのに対して、本来全体がオレンジ色の救助服を紺色にして肩の部分等のみがオレンジ色のものに消防隊・救助隊・救急隊の活動服を統一した。